# Ambarvalia

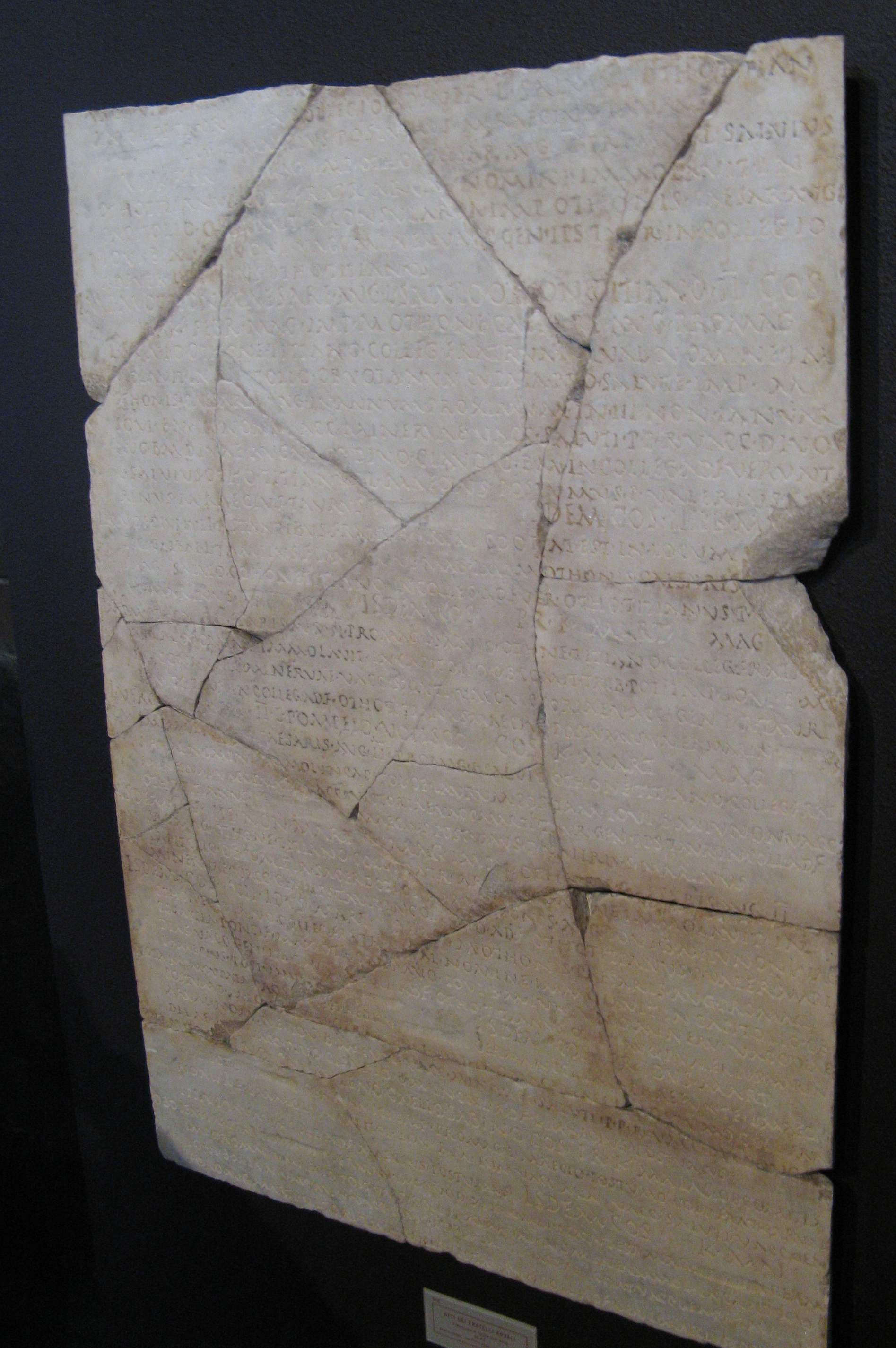
Inscripción latina de época romana encontrada en Roma con comentarios de los hermanos Arvales hacia el año 69 d. C.

La Ambarvalia era una fiesta romana vinculada al campo y su protección, para que la cosecha llegara a buen fin. El objetivo era purificar los límites de la Antigua Roma. No aparece en Fasti, su calendario de fiestas, aunque se celebraba anualmente el 29 de mayo. Virgilio narra también una fiesta dedicada a la diosa Ceres sin llamarla Ambarvalia. 

## Descripción
El ritual agrícola primitivo de purificación de las Ambarvalias consistía en llevar en procesión tres vueltas al campo (de donde se supone que la fiesta tomó su nombre, ambio, dar vuelta y arvum, campo) a un buey, un cordero y un cerdo, para posteriormente sacrificarlos a la diosa Ceres o a Marte, que además de ser el dios de la guerra, estaba vinculado al campo. Este sacrificio se llamaba suovetaurilia en latín.
Estas fiestas eran de dos clases, públicas y privadas. Las privadas eran solemnizadas por los jefes de familias, acompañados por sus hijos y sirvientes, en las aldeas y granjas de las afueras de Roma. Las públicas se celebraban en los límites de la ciudad y en ellas, doce Hermanos Arvales (del latín "Fratres Arvales") caminaban a la cabeza de una procesión de ciudadanos, que poseían tierras y viñedos en Roma. 
El geógrafo Estrabón cuenta que los sacerdotes llevaban a cabo estos ritos sagrados en todas las carreteras salientes de la ciudad. En un radio de alrededor de 6,5 km existían lugares llamados festi en donde se presentaban y sacrificaban los animales mencionados anteriormente. Durante la procesión, se ofrecían oraciones a la diosa Ceres. La oración que se recitaba con preferencia en esta ocasión era el Carmen Arvale.
El nombre "Ambarvalia" parece ser, principalmente, una designación urbana. Los calendarios más rústicos las describen sólo como segetes lustrantur ("cultivos son purificados"). Existen otros ritos romanos similares entre los que se incluyen las Saturnales y las Lupercales.
Joseph Justus Scaliger en el siglo XVI, en sus comentarios a la obra de Sexto Pompeyo Festo, sostenía que la Ambarvalia y la Amburbia eran en realidad el mismo ritual.